# La Baume-d'Hostun
Pour les articles homonymes, voir Baume et Hostun.
La Baume-d'Hostun est une commune française située dans le département de la Drôme, en région Auvergne-Rhône-Alpes.
Ses habitants sont dénommés les Baumois.

## Géographie

### Localisation
La Baume-d'Hostun est située à 17 km de Romans, à 60 km de Grenoble.

### Relief et géologie
Sites particuliers :
- Col des Bois communaux ;
- la Madelanière ;
- la Montagne.

### Hydrographie
La commune est arrosée par les cours d'eau suivants :
- le Canal de la Bourne[1] ;
- l'Isère[1].

### Climat
Pour des articles plus généraux, voir Climat d'Auvergne-Rhône-Alpes et Climat de la Drôme.
En 2010, le climat de la commune est de type climat océanique altéré, selon une étude du CNRS s'appuyant sur une série de données couvrant la période 1971-2000. En 2020, Météo-France publie une typologie des climats de la France métropolitaine dans laquelle la commune est exposée à un climat de montagne ou de marges de montagne et est dans la région climatique  Alpes du nord, caractérisée par une pluviométrie annuelle de 1 200 à 1 500 mm, irrégulièrement répartie en été. 
Pour la période 1971-2000, la température annuelle moyenne est de 11,8 °C, avec une amplitude thermique annuelle de 17,7 °C. Le cumul annuel moyen de précipitations est de 1 057 mm, avec 8,9 jours de précipitations en janvier et 6,2 jours en juillet. Pour la période 1991-2020, la température moyenne annuelle observée sur la station météorologique de Météo-France la plus proche, sur la commune de Saint-Jean-en-Royans à 7 km à vol d'oiseau, est de 12,3 °C et le cumul annuel moyen de précipitations est de 1 136,1 mm,. Pour l'avenir, les paramètres climatiques de la commune estimés pour 2050 selon différents scénarios d'émission de gaz à effet de serre sont consultables sur un site dédié publié par Météo-France en novembre 2022.

### Voies de communication et transports
L'autoroute A49 passe sur la commune. Elle enjambe la rivière Isère sur un pont mono-pylône de plus de 90 m de haut (dont le tablier est à 40 m au-dessus de l'Isère). Le pylône se trouve à l'emplacement du port du Perrier. L'autre rive est sur la commune de Saint-Lattier (où il y avait une auberge portant aussi le nom du Périer)[Qui ?][source insuffisante].
De part et d'autre de l'autoroute se placent les deux péages, ainsi que les aires de service de la Porte de la Drôme (ouest) et de Royans-Vercors (est).

## Urbanisme

### Typologie
Au 1er janvier 2024, La Baume-d'Hostun est catégorisée commune rurale à habitat dispersé, selon la nouvelle grille communale de densité à 7 niveaux définie par l'Insee en 2022.
Elle est située hors unité urbaine. Par ailleurs la commune fait partie de l'aire d'attraction de Romans-sur-Isère, dont elle est une commune de la couronne,. Cette aire, qui regroupe 30 communes, est catégorisée dans les aires de 50 000 à moins de 200 000 habitants,.

### Occupation des sols
L'occupation des sols de la commune, telle qu'elle ressort de la base de données européenne d’occupation biophysique des sols Corine Land Cover (CLC), est marquée par l'importance des territoires agricoles (54 % en 2018), en diminution par rapport à 1990 (58,7 %). La répartition détaillée en 2018 est la suivante : terres arables (36,1 %), forêts (35,3 %), zones agricoles hétérogènes (16,3 %), zones industrielles ou commerciales et réseaux de communication (5,7 %), zones urbanisées (4,1 %), cultures permanentes (1,4 %), eaux continentales (1 %), prairies (0,1 %). L'évolution de l’occupation des sols de la commune et de ses infrastructures peut être observée sur les différentes représentations cartographiques du territoire : la carte de Cassini (XVIIIe siècle), la carte d'état-major (1820-1866) et les cartes ou photos aériennes de l'IGN pour la période actuelle (1950 à aujourd'hui).

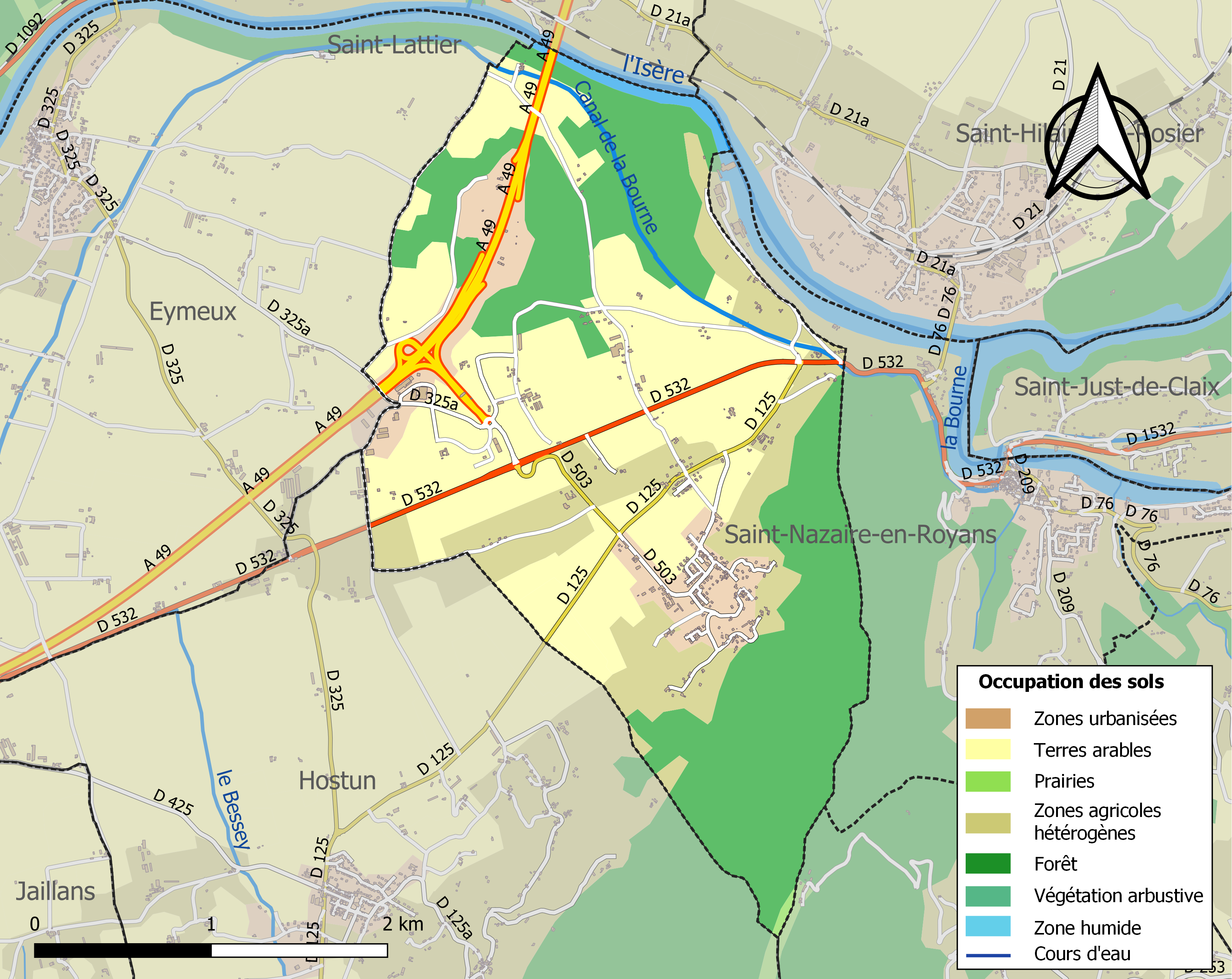
Carte des infrastructures et de l'occupation des sols de la commune en 2018 (CLC).

### Morphologie urbaine

#### Quartiers, hameaux et lieux-dits
Site Géoportail (carte IGN) :
- Bois de Gervans
- Fauchez
- Gallat
- Gervans
- Grand Gervans
- Grange Vieille
- la Forêt
- la Gabelle
- la Grande Grange
- la Paire
- la Verdure
- le Château
- les Blaches de Triors
- les Chailles
- les Charbonnières
- les Charbonnières
- les Lydes
- les Massotiers
- les Orards
- les Paillonnières
- les Préaux
- les Richards
- les Routes
- les Royets
- les Sablons
- les Vachons
- le Trou du Loup
- Planpalais
- Zone artisanale des Monts du Matin

## Toponymie

### Attestations
Dictionnaire topographique du département de la Drôme :
- 1050 : Balmas (cartulaire de Romans [Saint-Barnard], 13 bis) ;
- 1070 : Balmas de Roianis (cartulaire de Romans [Saint-Barnard], 16 bis) ;
- 1174 : villa de Balmis (cartulaire de Léoncel, 24) ;
- 1386 : Balma Osteduni (choix de documents, 204) ;
- 1430 : La Balme d'Otun (doc. inéd., 359) ;
- 1485 : Balma de Hosteduno (Fr. Marc., I, 52) ;
- 1571 : La Baume Dotun (archives de la Drôme, E 3741) ;
- 1584 : La Baulme d'Aultun (Piémond, 193) ;
- 1788 : La Baume d'Autun (Alman. du Dauphiné) ;
- 1891 : La Baume d'Hostun, commune du canton de Bourg-de-Péage.

### Étymologie
Baume : du gaulois balma « grotte peu profonde, abri-sous-roche, caverne » et qui a également donné « balme ». Bien qu'apparu en même temps que ce dernier dans toute la France, il n’a été conservé que par l'occitan. Le mot est attesté surtout en toponymie[réf. nécessaire].

## Histoire
Pour un article plus général, voir Histoire de la Drôme.

### Antiquité: les Gallo-romains
Une section de voie romaine.
La magna strada ou chemin ferat (feré), ou route de l'étain, était sur un axe nord-sud antique. Il passait à Rochebrune puis à Rochechinard à l'est de Musan. Le chemin d'Hostun (à l'ouest de Musan) en était une variante. Ce chemin permettait de ne pas quitter le territoire des Allobroges et des Voconces[Qui ?][source insuffisante],[Qui ?][source insuffisante].
La rive de l'Isère à La Baume est l'une des hypothèses de l'emplacement de Ventia (Lacour, Vincent)[Qui ?][source insuffisante].
Pour Henri Desahes, le Royans gallo-romain, bien que colonisé depuis la plaine malgré une résistance visible, était tourné vers Vienne plutôt que vers Die ou Valence. Il aurait été un pagus allobroge selon la revue drômoise 1981[Qui ?][source insuffisante].

### Du Moyen Âge à la Révolution
La seigneurie :
- Au point de vue féodal, la terre (ou seigneurie) était un fief des Dauphins.
- XIVe siècle : possession des Hostun.
- Vers 1440 : possession d'une branche cadette des Hostun, dite « des marquis de la Baume d'Hostun ».
- 1712 : ceux-ci, obtenant l'érection de la terre d'Hostun en duché, y font entrer celle de la Baume-d'Hostun (voir Hostun).

1689 (démographie) : 55 chefs de famille.
Avant 1790, la Baume-d'Hostun était une communauté de l'élection et subdélégation de Valence, et du bailliage de Saint-Marcellin. Elle formait une paroisse du diocèse de Valence, dont les dîmes appartenaient au curé et dont la cure était de la collation de l'évêque diocésain.
L'ancien mandement d'Hostun était de grande surface. Il comprenait les paroisses d'Hostun, Eymeux, Saint-Nazaire, La Motte-Fanjas, Saint-Thomas, Saint-Just-de-Claix, Oriol, Saint-Martin et Saint-Jean[Qui ?][source insuffisante].

### De la Révolution à nos jours
Comprise en 1790 dans le canton d'Hostun, cette commune fait partie de celui du Bourg-de-Péage depuis la réorganisation de l'an VIII (1799-1800).

## Politique et administration

### Liste des maires
| Période                                                                      | Période                   | Identité                                    | Étiquette | Qualité |
| ---------------------------------------------------------------------------- | ------------------------- | ------------------------------------------- | --------- | ------- |
| Les données manquantes sont à compléter. : de la Révolution au Second Empire |                           |                                             |           |         |
| 1790                                                                         | 1871                      | ?                                           |           |         |
| Les données manquantes sont à compléter. : depuis la fin du Second Empire    |                           |                                             |           |         |
| 1871                                                                         | 1874                      | ?                                           |           |         |
| 1874                                                                         | 1878                      | ?                                           |           |         |
| 1878                                                                         | 1884                      | ?                                           |           |         |
| 1884                                                                         | 1888                      | ?                                           |           |         |
| 1888                                                                         | 1892                      | ?                                           |           |         |
| 1892                                                                         | 1896                      | ?                                           |           |         |
| 1896                                                                         | 1900                      | ?                                           |           |         |
| 1900                                                                         | 1904                      | ?                                           |           |         |
| 1904                                                                         | 1908                      | ?                                           |           |         |
| 1908                                                                         | 1912                      | ?                                           |           |         |
| 1912                                                                         | 1919                      | ?                                           |           |         |
| 1919                                                                         | 1925                      | ?                                           |           |         |
| 1925                                                                         | 1929                      | ?                                           |           |         |
| 1929                                                                         | 1935                      | ?                                           |           |         |
| 1935                                                                         | 1945                      | ?                                           |           |         |
| 1945                                                                         | 1947                      | ?                                           |           |         |
| 1947                                                                         | 1953                      | ?                                           |           |         |
| 1953                                                                         | 1959                      | ?                                           |           |         |
| 1959                                                                         | 1965                      | ?                                           |           |         |
| 1965                                                                         | 1971                      | ?                                           |           |         |
| 1971                                                                         | 1977                      | ?                                           |           |         |
| 1977                                                                         | 1983                      | ?                                           |           |         |
| 1983                                                                         | 1989                      | ?                                           |           |         |
| 1989                                                                         | 1995                      | ?                                           |           |         |
| 1995                                                                         | 2001                      | ?                                           |           |         |
| 2001                                                                         | 2008                      | Mireille Palayer                            |           |         |
| 2008                                                                         | 2014                      | Dominique Pourroy                           |           |         |
| 2014                                                                         | 2020                      | Manuel Guilhermet                           |           | employé |
| 2020                                                                         | En cours (au 6 août 2021) | Marion Pelloux-Prayer[source insuffisante], |           |         |

### Rattachements administratifs et électoraux
La commune de La Baume-d'Hostun est membre de quatre groupements :
- la Communauté d'agglomération Valence Romans Agglo,
- le Syndicat d'irrigation drômois,
- le Syndicat intercommunal de l'Écancière,
- le Syndicat départemental d'énergies de la Drôme (énergie SDED).

### Politique environnementale

#### Espaces verts et fleurissement
En 2014, la commune obtient le niveau « une fleur » au concours des villes et villages fleuris.

## Population et société

### Démographie
L'évolution du nombre d'habitants est connue à travers les recensements de la population effectués dans la commune depuis 1793. Pour les communes de moins de 10 000 habitants, une enquête de recensement portant sur toute la population est réalisée tous les cinq ans, les populations de référence des années intermédiaires étant quant à elles estimées par interpolation ou extrapolation. Pour la commune, le premier recensement exhaustif entrant dans le cadre du nouveau dispositif a été réalisé en 2008.

En 2022, la commune comptait 594 habitants, en évolution de +4,76 % par rapport à 2016 (Drôme : +2,64 %, France hors Mayotte : +2,11 %).
| 1793 | 1800 | 1806 | 1821 | 1831 | 1836 | 1841 | 1846 | 1851 |
| ---- | ---- | ---- | ---- | ---- | ---- | ---- | ---- | ---- |
| 300  | 300  | 339  | 416  | 403  | 389  | 422  | 414  | 357  |

| 1856 | 1861 | 1866 | 1872 | 1876 | 1881 | 1886 | 1891 | 1896 |
| ---- | ---- | ---- | ---- | ---- | ---- | ---- | ---- | ---- |
| 325  | 325  | 310  | 315  | 333  | 285  | 307  | 277  | 256  |

| 1901 | 1906 | 1911 | 1921 | 1926 | 1931 | 1936 | 1946 | 1954 |
| ---- | ---- | ---- | ---- | ---- | ---- | ---- | ---- | ---- |
| 260  | 266  | 260  | 231  | 235  | 231  | 211  | 225  | 279  |

| 1962 | 1968 | 1975 | 1982 | 1990 | 1999 | 2006 | 2008 | 2013 |
| ---- | ---- | ---- | ---- | ---- | ---- | ---- | ---- | ---- |
| 370  | 241  | 262  | 250  | 324  | 364  | 455  | 482  | 569  |

| 2018 | 2022 | - | - | - | - | - | - | - |
| ---- | ---- | - | - | - | - | - | - | - |
| 576  | 594  | - | - | - | - | - | - | - |

### Manifestations culturelles et festivités
- Fête des laboureurs : en avril[15].
- Fête patronale : 19 juillet[15].

### Loisirs
- Randonnées (sentiers balisés)[15].

## Économie

### Agriculture
En 1992 : pâturages (ovins, caprins), céréales, tabac, noix de Grenoble.

### Tourisme
- Accès au parc du Vercors[15].

## Culture locale et patrimoine

### Lieux et monuments
- Village sur butte[15].
- Château ruiné[15].
- Maison noble avec tour[15].
- Fermes de pierre ocre[15].
- Église Saint-Antoine, composite du XIXe siècle[15].

### Patrimoine naturel
- Cascade[15] ;
- gouffre (au sud)[1] ;
- réserve pour la faune aquatique[réf. nécessaire].

### Héraldique, logotype et devise
|  | La Baume-d'Hostun possède des armoiries dont l'origine et le blasonnement exact ne sont pas disponibles. |